# ザリガニ下目
ザリガニ下目 (ザリガニかもく、学名: Astacidea) は、甲殻類・十脚目（エビ目）の分類群の一つ。エビ類の分類群の中でも、大きな鋏脚と硬い外骨格（殻・甲羅）で特徴づけられる。
淡水生のいわゆるザリガニ類の他、海生のロブスター・アカザエビなど約650種が知られる。日本では各地にアメリカザリガニが生息し、身近な水辺の生き物として親しまれる。

## 概要
ザリガニ下目は抱卵亜目（エビ亜目）に属し、淡水生の「ザリガニ上科」「ミナミザリガニ上科」と、海生の「アカザエビ上科」「ショウグンエビ上科」の4上科により構成される。
特徴
体が円筒形で、第1歩脚がカニのような大型の鋏脚（はさみ）になっており、第2・第3歩脚にも小さな鋏がある。腹部は6節で構成され、第2-第6節の腹甲では幅広い側甲が腹肢を被う。
両目の間に鋭い額角があり、頭胸甲には頭部と胸部を分ける頸溝がある。アメリカザリガニを上から見ると、目の間に額角があり、頭胸甲が「Y」の字に仕切られているのがわかる。
ザリガニ下目のうち、淡水生の2上科は特に大型の卵を少数産み、子どもは卵の中で幼生期を過ごし、成体に近い姿で孵化する「直達発生」を行うグループである。変態をしない直達発生で、プランクトン生活を行なう時期がないことが、流れのある河川の生活へ適応するのに有利に働いたと考えられる。
利用
多くの種類が世界各地で食用に漁獲され、ロブスターなど重要な漁業資源となっているものもある。日本でもアカザエビ類を漁獲するが、日本在来のザリガニは北方系で小型種ということもあり、日本で淡水生ザリガニ類を食用とする文化は発達しなかった。また、淡水生ザリガニ類はサワガニやモクズガニ、テナガエビなどと同じくジストマなどの寄生虫を保持することがあり、食用の際はよく加熱するのが原則である。また、淡水生ザリガニ類とショウグンエビ類は観賞用としても飼育される。

## 分類
ザリガニ下目は以下のように分類される。テナガエビ、テッポウエビ、アナエビ、アナジャコなどはザリガニ類に似ているが、別の仲間に分類される。
- ザリガニ上科（Astacoidea）

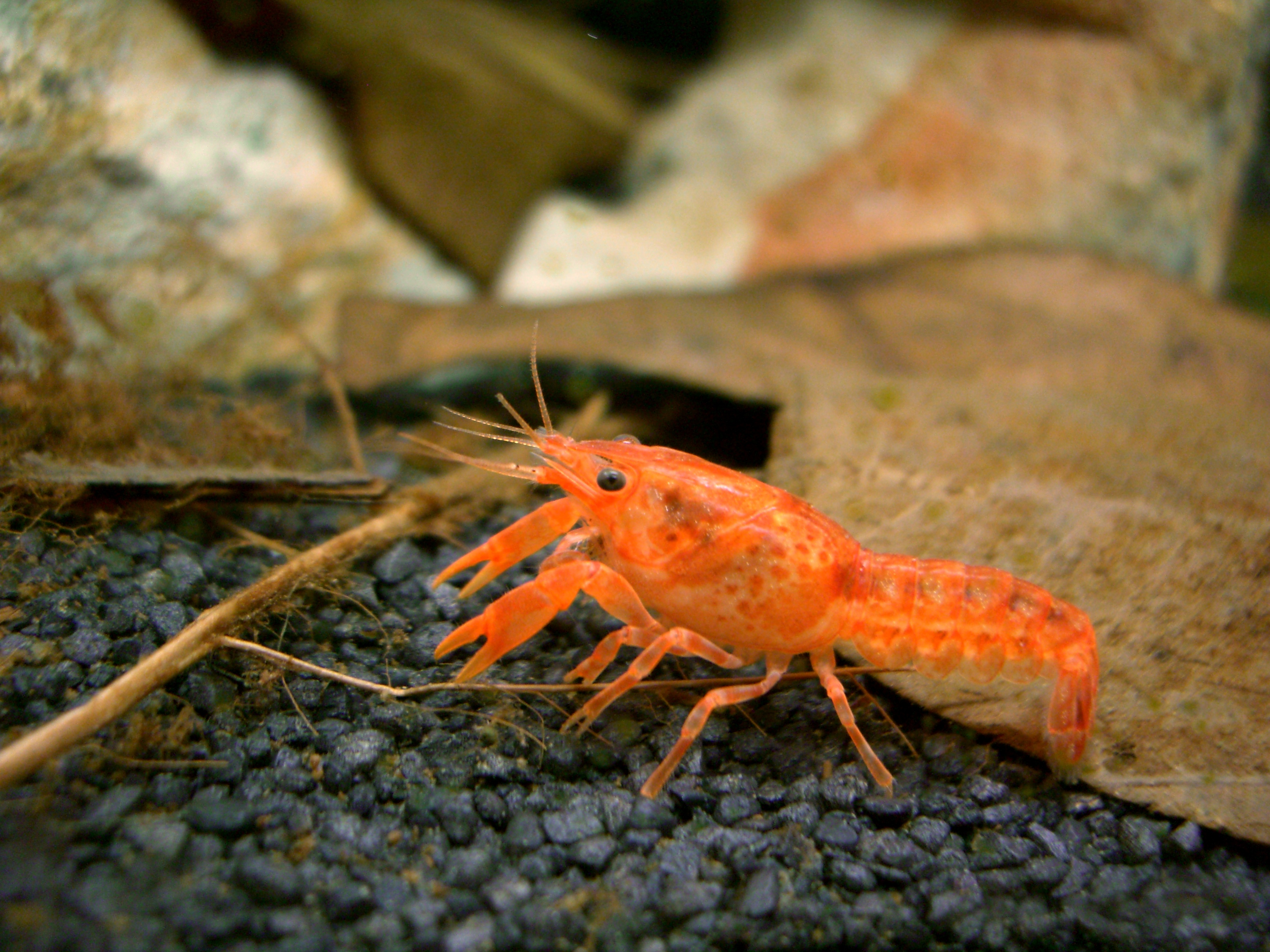
メキシコザリガニ
（オレンジ個体）

  - ザリガニ科（Astacidae） - ヨーロッパザリガニ、ウチダザリガニ、など約10種
  - アメリカザリガニ科（Cambaridae） - 約350種
    - アメリカザリガニ亜科（Cambarinae） - アメリカザリガニ、フロリダブルー、ミステリークレイフィッシュ、など
    - メキシコザリガニ亜科（Cambarellinae） - メキシコザリガニ、テキサスドワーフザリガニ、など
    - アジアザリガニ亜科（Cambaroidinae） - ニホンザリガニ、マンシュウザリガニ、など
- ミナミザリガニ上科（Parastacoidea）
  - ミナミザリガニ科（Parastacidae） - マロン 、ヤビー、タスマニアオオザリガニ、など約150種

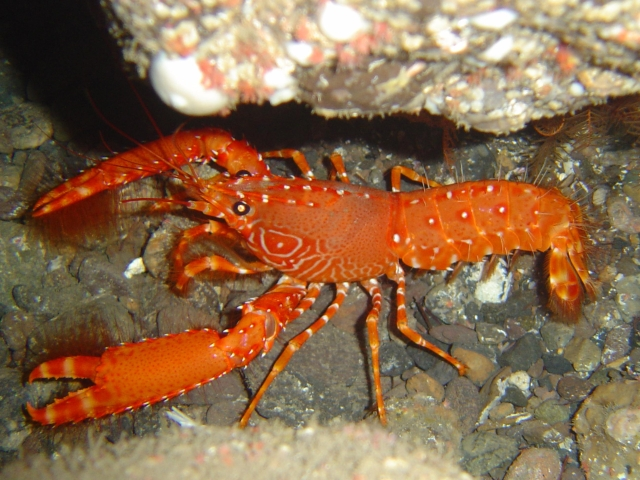
ショウグンエビの一種

- アカザエビ上科（ウミザリガニ上科）Nephropoidea
  - アカザエビ科（ウミザリガニ科） Nephropidae
    - アカザエビ亜科（Nephropinae） - アカザエビ、ロブスター、など
    - シンカイアカザエビ亜科（Neophoberinae） - ホソウデヤスリアカザエビ、など
    - オキナエビ亜科（Thymopinae） - オキナエビ、など

  - オサテエビ科（Thaumastochelidae） - オサテエビ、など
- ショウグンエビ上科（Enoplometopoidea）
  - ショウグンエビ科（Enoplometopidae） - ショウグンエビ、アカボシショウグンエビ、など

## 日本産ザリガニ類

### 淡水産

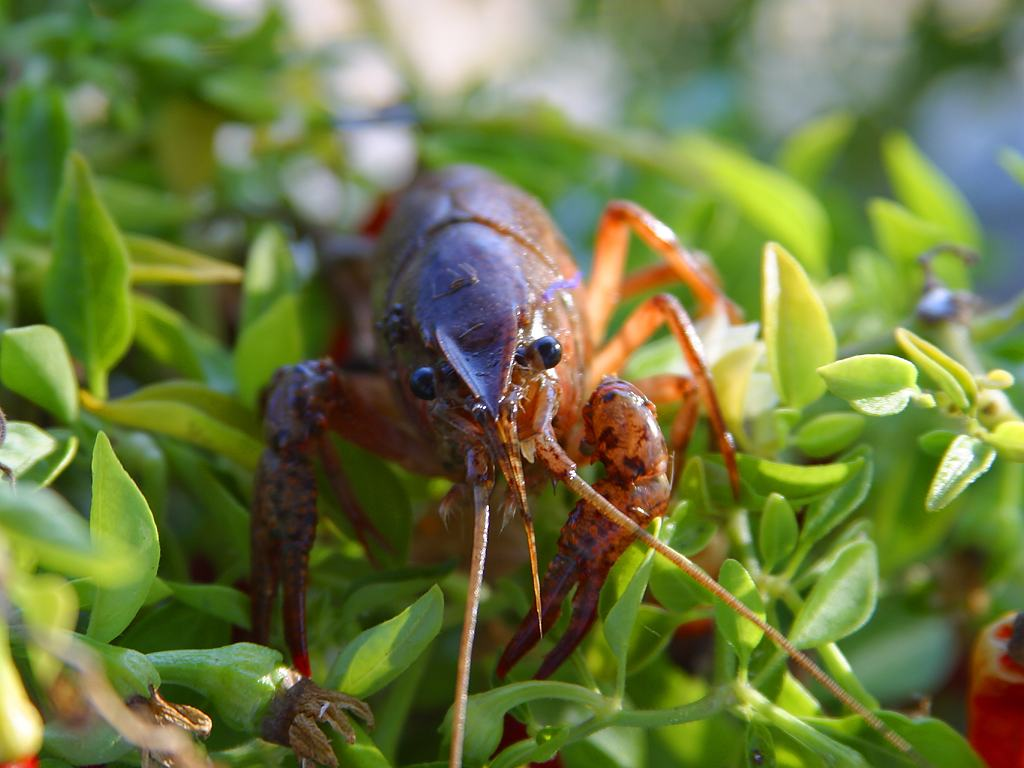
アメリカザリガニ

固有種のザリガニにアメリカ合衆国より移入した2種の外来種が加わり、2科3種が生息している。体長は複眼後部から尾扇先端までの長さを示す。
ニホンザリガニ Cambaroides japonicus (De Haan, 1841)
日本固有種で、標準和名は単に「ザリガニ」であるが、他の種類と区別するために「ニホンザリガニ」と呼ばれることが多い。体長5 - 6 cmほどで、体はやや上下に平たく、褐色。現在の分布地は北海道と東北地方北部に点在する。河川環境の悪化、移入されたウチダザリガニによる競争圧などにより減少している。環境省レッドリスト絶滅危惧II類（2000年）。
アメリカザリガニ Procambarus clarkii (Girard, 1852)
体長8 cmほどで、体色は赤色-茶色。アメリカ原産だが、移入により世界各地に生息する。日本でも全国の河川・池・用水路などに幅広く生息している。もとはウシガエルの餌として1927年（昭和2年）5月12日、神奈川県横浜市に20匹輸入されたものだが、養殖池から逃げ出したものが繁殖し全国に分布を広げた。
ウチダザリガニ Pacifastacus leniusculus (Dana, 1852)
体長11 cmほど。アメリカ合衆国の太平洋側原産で、日本に移入されたものが北海道の摩周湖と滋賀県の淡海湖に定着し、後者を特にタンカイザリガニと呼ぶ。北海道のウチダザリガニは、人為放流などにより北海道の各地や本州の一部にも分布が広がったが、タンカイザリガニは、現在は放流されたオオクチバスによって個体数が激減している。環境省の特定外来生物に指定（2006年）。

### 海産
日本近海では少なくとも3科10種の海生ザリガニ類が分布する。
アカザエビ  Metanephrops japonicus (Tapparone-Canefri, 1873)
体長20 cmほど。体はピンク色で、殻が硬く、鋏脚が細長い。関東から九州までの太平洋側に分布し、水深200 - 400 mほどの深海砂泥底に生息する。近縁種に、サガミアカザエビ M. sagamiensis、ミナミアカザエビ M. thomsoni などがいる。
オキナエビ Nephropsis stewarti　Wood Mason, 1872
体長15 cmほど。全身に細かい毛が生える。アカザエビに比べて鋏脚が太く、淡水性のザリガニに似る。関東から九州までの太平洋側に分布し、水深400 - 500 mほどの深海砂泥底に生息する。近縁種に、アカスソオキナエビ N. acanthura、サガミオキナエビ N. hamadai などがいる。
オサテエビ Thaumastocheles japonicus　Calman, 1913
左の鋏脚は短いが、右の鋏脚が細長くとがる。深海の砂泥底に生息する。
ショウグンエビ Enoplometopus occidentalis (Randall,1840)
体長14 cmほど。ザリガニ類に酷似する。第1脚は強大で鋏をもち、各体節に多数の棘が列生する。第2･3脚は不完全鋏を持つ。紀伊半島から南西諸島にかけて分布し、水深20 m以下の岩礁に生息する。近縁種に、アカボシショウグンエビ E. debelius、サザナミショウグンエビ E. voigtmanni などがいる。